# Parma (Míchigan)
Parma es una villa ubicada en el condado de Jackson en el estado estadounidense de Míchigan. En el Censo de 2010 tenía una población de 769 habitantes y una densidad poblacional de 280,9 personas por km².

## Geografía
Parma se encuentra ubicada en las coordenadas 42°15′55″N 84°32′57″O / 42.26528, -84.54917. Según la Oficina del Censo de los Estados Unidos, Parma tiene una superficie total de 2.74 km², de la cual 2.74 km² corresponden a tierra firme y (0%) 0 km² es agua.

## Demografía
Según el censo de 2010, había 769 personas residiendo en Parma. La densidad de población era de 280,9 hab./km². De los 769 habitantes, Parma estaba compuesto por el 95.84% blancos, el 0.39% eran afroamericanos, el 0.39% eran amerindios, el 0.91% eran asiáticos, el 0% eran isleños del Pacífico, el 0.65% eran de otras razas y el 1.82% pertenecían a dos o más razas. Del total de la población el 2.47% eran hispanos o latinos de cualquier raza.